# Artimpaza chewi
Artimpaza chewi là một loài bọ cánh cứng trong họ Cerambycidae.